# René Temeharo
René Temeharo est un homme politique et haut fonctionnaire français de Polynésie

## Biographie
Il est le ministre de la Jeunesse et des Sports, chargé des Relations avec l'Assemblée de la Polynésie française et le Conseil économique, social et culturel dans le Gouvernement Fritch 2014, du 16 septembre 2014 au 7 octobre 2015. Il démissionne de l'exécutif et revient dans les rangs de l'Assemblée pour renforcer la majorité pro-Fritch, son suivant de liste qui le remplaçait étant un pro-Flosse[réf. nécessaire].
Il est nommé en mai 2018 ministre de l'équipement et des transports terrestres dans le Gouvernement Fritch 2018.
En 2023, René Temeharo est le secrétaire général du Tapura Huiraatira il remplace Nicole Bouteau.
En 2025, il est mis en examen et placé sous contrôle judiciaire pour des faits de harcèlement et de violences sur son ex-compagne.